# Vitor Manuel
Vitor Manuel Sousa Ferreira est un footballeur portugais né le 9 septembre 1970 à Vila das Aves. Il évoluait au poste de milieu offensif.

## Biographie
Vítor Manuel joue principalement en faveur du Deportivo Aves et du SC Campomaiorense.
Au total, il dispute 187 matchs en 1re division portugaise et inscrit 11 buts dans ce championnat.

## Carrière
- 1988-1994 : Deportivo Aves  Portugal
- 1994-1995 : CF Belenenses  Portugal
- 1995-1999 : SC Campomaiorense  Portugal
- 1999-2001 : SC Farense  Portugal
- 2001-2002 : Varzim  Portugal
- 2002-2007 : Deportivo Aves  Portugal[1],[2]

## Palmarès
- Champion du Portugal de D2 en 1997 avec le SC Campomaiorense
- Finaliste de la Coupe du Portugal en 1999 avec le SC Campomaiorense

## Statistiques
- 187 matchs et 11 buts en 1re division portugaise
- 245 matchs et 40 buts en 2e division portugaise